# 鹹水魚
鹹水魚（かんすいぎょ）とは、塩分が含まれる水域に棲息する魚類の総称である。

## 鹹水
鹹水とは、狭義では炭酸ナトリウム・炭酸カリウムなどが溶解した強アルカリ性の水のことをいうが、広義では溶質の種類を問わず塩分を含む天然の水のことをいう。従って海水は鹹水の一種であり、海水域に棲息する魚類、即ち海水魚は鹹水魚である。淡水と海水が混じり合う汽水域に棲息する汽水魚も鹹水魚に含まれる。

## 生態
上記以外の鹹水魚には、アラル海・カスピ海・死海などの強塩湖に棲息するもの、アフリカ大地溝帯のタンガニーカ湖やマラウィ湖などの地溝湖に棲息するもの、浜名湖や宍道湖などの海跡湖に棲息するものなどが挙げられる。これらの水域に棲息する魚類は、その環境の特異性（鹹水としての水質の違い以外にも、その成立過程や他の水系との孤立性の高さなど）から、それぞれの棲息地の固有種となっている例が多く、特に前出のタンガニーカ湖やマラウィ湖においてはカワスズメ科の魚類が爆発的な適応放散を実現しており、そのほとんどの種がそれぞれ同地での固有種である。